# ジャーマン・シェパード・ドッグ

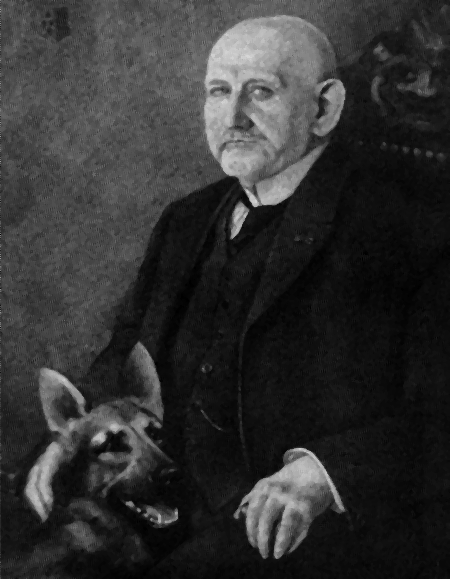
Max Emil Friedrich von Stephanitz (と Horand von Grafrath) - ジャーマン 犬種の創始者

ジャーマン・シェパード（ドイツ語: Deutscher Schäferhund　英: German Shepherd Dog）は、ドイツ原産の犬種。マックス・フォン・シュテファニッツ元騎兵大尉がドイツの牧羊犬から開発した。日本国内ではドイツシェパード犬、シェパード犬、シェパードと呼称されることも多い。
この犬種は知的で忠誠心と服従心に富み、エネルギッシュで訓練を好む性格から種々な作業犬として訓練され、災害救助犬・軍用犬・警備犬・警察犬・麻薬探知犬など特殊訓練を必要とする作業犬として世界中で活用されている。また補助犬（盲導犬）としても活躍している。飼育下における平均寿命は10-14年。

## 歴史

犬体の構造
(近代の本犬種作出に向けて指定された典型的な適合目安として)

ジャーマン・シェパード・ドッグは1890年代標準化が試みられていた。羊を飼い、羊の群れを外敵から守るという仕事に役立つ形質を維持するために、犬の繁殖が行われていた。ドイツでは、羊飼いたちが犬を選び、繁殖させるということが地域社会の中で行われていた。その結果、そのようなことができる犬が生まれたが、地域によって外見も能力も大きく異なっていた。
これらの違いに対抗するために、1891年にドイツにおける在来犬種の標準化された育種計画を作成することを意図してフィラックス協会が結成された。しかし、使役犬としてだけ飼育されるべきという会員と外見も重視して繁殖するべきという会員が存在した。推進すべき犬の特徴に関する内部対立が続いたためにわずか3年で解散してしまった。こういった事情もあって展覧会に出陣されるほとは少なかったが、少数ながら出陣されたシェパードの特異な外見や優れた能力に魅力を感じる人々が増えていった。
ドイツでは工業化された大都市の台頭により、捕食者の数が減り始め、牧羊犬は不要となった。しかし同時に牧羊犬は万能で知能の高い犬種であるという認識が高まり始めた。マックス・フォン・シュテファニッツは元騎兵隊大尉で、ベルリン獣医大学の元学生であったが、フィラクス協会の元メンバーであり、犬は労働のために飼育されるべきであると固く信じていた。彼はドイツ原産の牧羊犬の知性、強さ、能力を賞賛したが、完璧な労働犬として彼を満足させる単一の犬種を見つけることはできなかった。
1899年、シュテファニッツはドッグショーに出席していたとき、ヘクトール・リンクスラインという犬を見せられた。ヘクトールは数世代にわたる選択的繁殖の産物であり、フォン・シュテファニッツが考える使役犬のあるべき姿を完全に満たしていた。彼はその犬の強さに満足し、その知性、忠誠心、美しさに心を奪われ、すぐに購入した。犬を購入した後、彼はホーランド・フォン・シュテファニッツと名前を変え、フォン・ステファニッツはドイツ・シェパード犬協会（Verein für Deutsche Schäferhunde）を設立した。ホーランドは最初のジャーマン・シェパード・ドッグであると宣言され、協会の犬種登録に加えられた最初の犬であった。ドイツ・シェパード犬協会の設立からわずか数十年の間に、この犬種は世界で最も人気があって数も多い犬種の一つとなり、その地位は今日まで維持されている。1923年までに、ドイツ・シェパード犬協会は、ドイツ国内だけでも500以上の支部に5万0000人の会費を支払う会員を擁していた。
ホーランドは繁殖計画の中心的存在となり、他の協会員の犬で望ましい形質を示す犬や、テューリンゲン州、フランケン地方、ヴュルテンベルクの犬と繁殖された。多くの仔犬をもうけたホーランドが最も繁殖したのはヘクトール・フォン・シュヴァーベンであった。ヘクトールはホーランドの別の子孫と近親交配され、ハインツ・フォン・シュタルケンブルク、ベオウルフ、パイロットを産み、彼らは後に合計84頭の子犬を産んだ。この協会がその目的を達成できたのは、フォン・ステファニッツの強く妥協のないリーダーシップによるところが大きいと考えられており、それゆえ彼はジャーマン・シェパード・ドッグの生みの親として考えらえれている。
20世紀前半、ジャーマン・シェパード・ドッグは純血と軍国主義を連想させることから、ドイツ帝国やナチス・ドイツと強く結びつくようになった。1914年、ドイツ軍は牧羊犬として用いられていたシェパードを軍用犬として使用開始した。ジャーマン・シェパード・ドッグはオオカミに近い「ジャーマン・ウルンデ」として切望され、ナチス時代には非常に流行した。アドルフ・ヒトラーは貧困だった頃の1921年に「プリンツ」という名前のジャーマン・シェパード・ドッグを手に入れましたが、彼はプリンツを他の場所に泊めることを余儀なくされた。しかし、彼女はなんとか逃げ出してヒトラーのもとに戻ってきた。ヒトラーはこの犬の忠誠心と従順さを気に入り、以後この犬種を大変気に入るようになった。ヒトラーはこの犬種をさらに数頭飼育し、そのうちの一頭であるブロンディは、第二次世界大戦末期のベルリンの戦いで総統地下壕にいた数頭の犬のうちの一頭であった。犬はヒトラーを動物愛好家として描くことで、ナチスのプロパガンダの一翼を担ったヒトラーは自殺の準備として、ヴェルナー・ハーゼ博士に命じてブロンディに青酸カプセルを飲ませる実験をさせ、その結果ブロンディは死亡した。総統官邸の緊急救護所に勤務していた看護師のエルナ・フレゲルは2005年にブロンディの死はエヴァ・ブラウンの自殺以上に壕の人々に影響を与えたと述べている。 ジャーマン・シェパード・ドッグはホロコーストの間、ナチスの強制収容所の番犬としても広く使われた。
ジャーマン・シェパードがアメリカに持ち込まれたとき、当初は人気のある犬であった。犬の人気が高まるにつれて、ギャングや密造者が所有する危険な犬種として関連付けられるようになった。危険な犬種としてのジャーマン・シェパードの評判は、1929年にオーストラリアで一時的に輸入が禁止されるほどにまで高まった。南オーストラリア州のすべてのジャーマン・シェパードに不妊手術を義務付ける法律の可能性さえ検討された。

### 名称
この犬種はフォン・シュテファニッツによってDeutscher Schäferhundと命名され、「ジャーマン・シェパード・ドッグ」と訳された。当時、ドイツの他のすべての牧畜犬はこの名前で呼ばれていた。そのため、これらはAltdeutsche Schäferhunde、つまりオールド・ジャーマン・シェパード・ドッグとして知られるようになった。
しかし、第一次世界大戦末期には、当時の反ドイツ感情から、「ドイツ」という単語が含まれることは犬種の人気を損なうと考えられていた。この犬種は、イギリスのケネルクラブによって、ドイツと国境を接するフランスのアルザス地方にちなんで「アルサシアン・ウルフ・ドッグ」と正式に改名された。
やがてオオカミと犬の雑種として知られるようになることが犬種の人気と合法性に影響することを心配した繁殖家たちによる数々のキャンペーンの後、「ウルフドッグ」という付属語は削除された。 犬の愛好家たちによるキャンペーンが成功し、イギリスのケネルクラブが再びジャーマン・シェパードとして登録することを認めるよう圧力をかけた1977年まで、アルサシアンという名前は50年間残った。なお、括弧を付けてアルサシアンとする表記は2010年に廃止された。

## 体型
中型で頑健な体に強靭な筋力を持っており全体的にがっしりとしている。顔つきは精悍で鋭い。体毛はダブルコートの短毛である。以前は長毛の個体は除去されていたが現在は別の犬籍簿で管理され展覧会の出陳も可能である。毛色は多種あるが、一般的なものはブラック＆タン、セーブル（ウルフ）、オールブラックで色素が濃厚でなければならない。白色は認められない。
本種の犬種標準に基づく体格は以下の通り。
- 体高：牡：60〜65cm　牝：55〜60cm　体長は、体高より約10〜17％長い。

## 性格

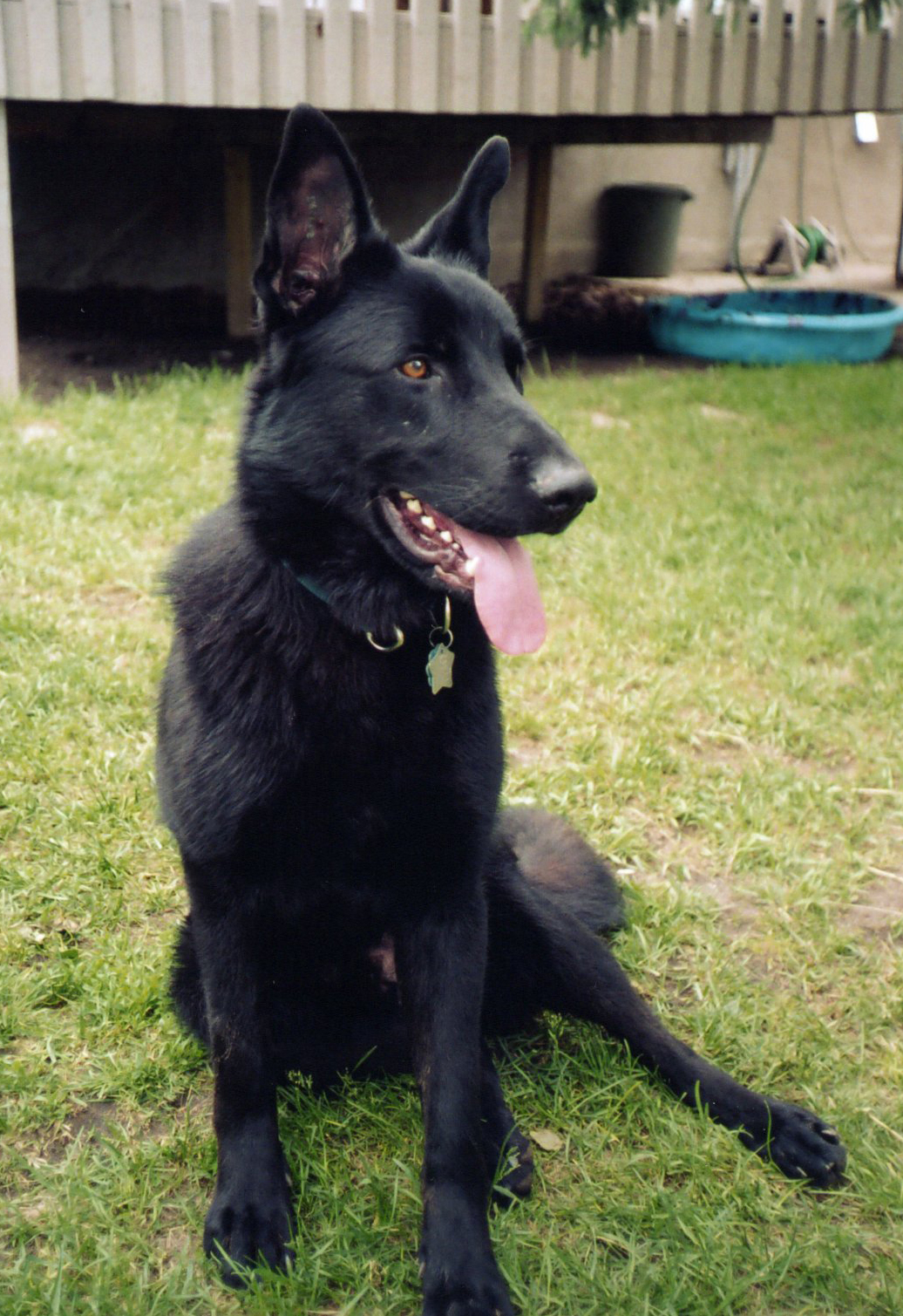
ブラック

安定した性格であるが大胆でもある。自信に満ちつつも注意深く、全体的に落ち着いていて訓練しやすい。
軍用犬や警察犬として世界中で最も多く使用され、家庭犬としての人気も高い。飼育頭数が多いため咬傷事故の報告もあるがその多くは不適切な飼養環境や取り扱いによるものである。

## 飼育上の注意
運動が必須の犬種である。自由運動のほか引き運動を1日2回1時間程度行うのが望ましいが、運動については各個体の状態や特性に合わせて柔軟に行うべきである。賢い犬種であり運動に次いで服従訓練を行うことで精神的満足感を与えることも重要である。

## 危険犬種（特定犬）としての扱い
一部自治体では、人に危害を加える恐れがある犬種として「特定犬」に指定されている。
ジャーマン・シェパード以外に特定犬として指定されている犬種として、土佐闘犬、秋田犬、紀州犬、ドーベルマン、グレートデーン、セント・バーナード、アメリカン・スタッフォードシャー・テリア（アメリカン・ピット・ブル・テリア）がある。

## その他

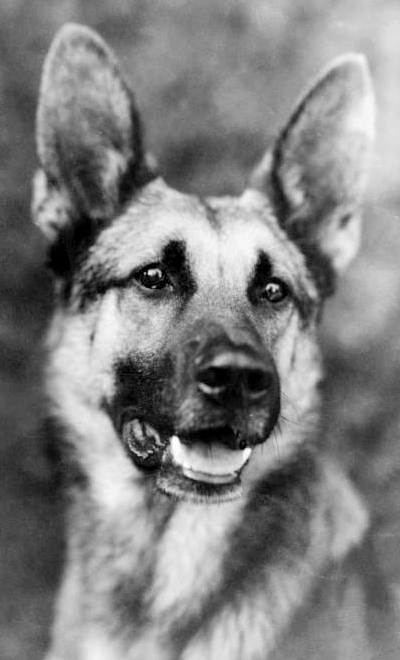
ストロングハート、初期の個別の一つ(1921年)

- 1899年ドイツで軍人マックス・フォン・シュテファニッツが初登録している[注 2][26]。
- German Shepherd Dog は、ドイツ語の Deutscher Schäferhund(ドイチャー・シェーファーフント) を逐語訳したものである。さらに日本語に訳すとなると「ドイツ牧羊犬」である。中国語表示は「徳國牧羊犬」（徳國=ドイツ）。ドイツにはこの他にも牧羊犬種が存在するので、混乱が起こることがある。
- 第一次世界大戦時、ドイツ軍において伝令、弾薬運搬、陣地警備の軍用犬として使われていた。この犬の能力に感心したイギリスとアメリカの兵士が、家庭に連れて帰りペットとしたことが作業犬として人気を得ることとなる。イギリスでは大戦後の反独感情からAlsatian （アルサシアン、アルザス種の意）と呼ばれ、今でもイギリス、アイルランド、英連邦各国一部ではAlsatianの別名に拘泥する人々がいる。
- 日本では、第二次世界大戦以前から千葉県を中心に繁殖、供給されており、一般にもなじみ深い犬種であった。戦後の飼育ブームの中でも着目され、1950年時点の子犬の取引価格は1頭15000円から30000円と極めて高価なものであったが、飼育数は東京都内だけでも560頭を数えた[27]。現在も各警察において警察犬・警備犬として、自衛隊においては警備犬としてポピュラーな犬種である。

### メディアに登場した有名なジャーマン・シェパード・ドッグ
メディアに登場した有名な本種個体を以下に挙げる。
- ジョン・F・ケネディが飼っていたクリッパー（Clipper）
- フランクリン・D・ルーズベルトが飼っていたメイジャー（Major：少佐の意）
- アドルフ・ヒトラーが飼っていたブロンディ（Blondi）
- ストロングハート - 1920年代の犬の映画に数多く出演したジャーマン・シェパード・ドッグ
- リンチンチン - 1920年代の犬の映画に数多く出演したジャーマン・シェパード・ドッグ。その子や孫も同名を継いで映画に出演した。
- ジョー・バイデンが飼っているチャンプとメイジャー（Champ and Major）

日本の著名なジャーマン・シェパード・ドッグ
- チャンピイ - 日本初の国産盲導犬
- サーブ
- 警察犬アルフ

テレビドラマ
- 名犬リンチンチン
- 名犬ロンドン物語
- 刑事犬カール - カール号を演じたのは、クラッフォー・オブ・ツカサドール（通称ジル）
- REX〜ウィーン警察シェパード犬刑事〜

テレビアニメ
- パウ・パトロール

テレビゲーム
- 探偵 神宮寺三郎 時の過ぎゆくままに…
- コール オブ デューティ ゴースト
- Fallout 4

映画
- 名犬ウォン・トン・トン
- K-9/友情に輝く星
- DOG×POLICE 純白の絆
- アイ・アム・レジェンド

## ギャラリー

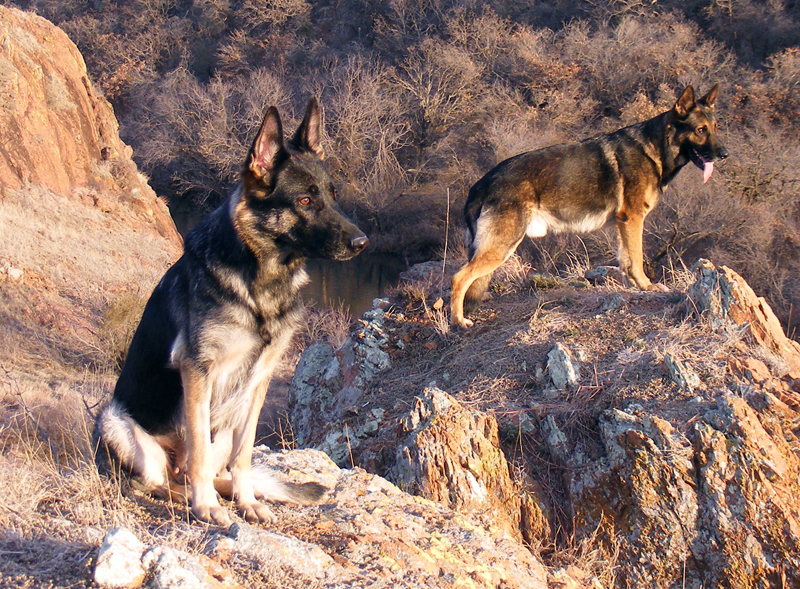
雄（左）と雌（右）のシェパード
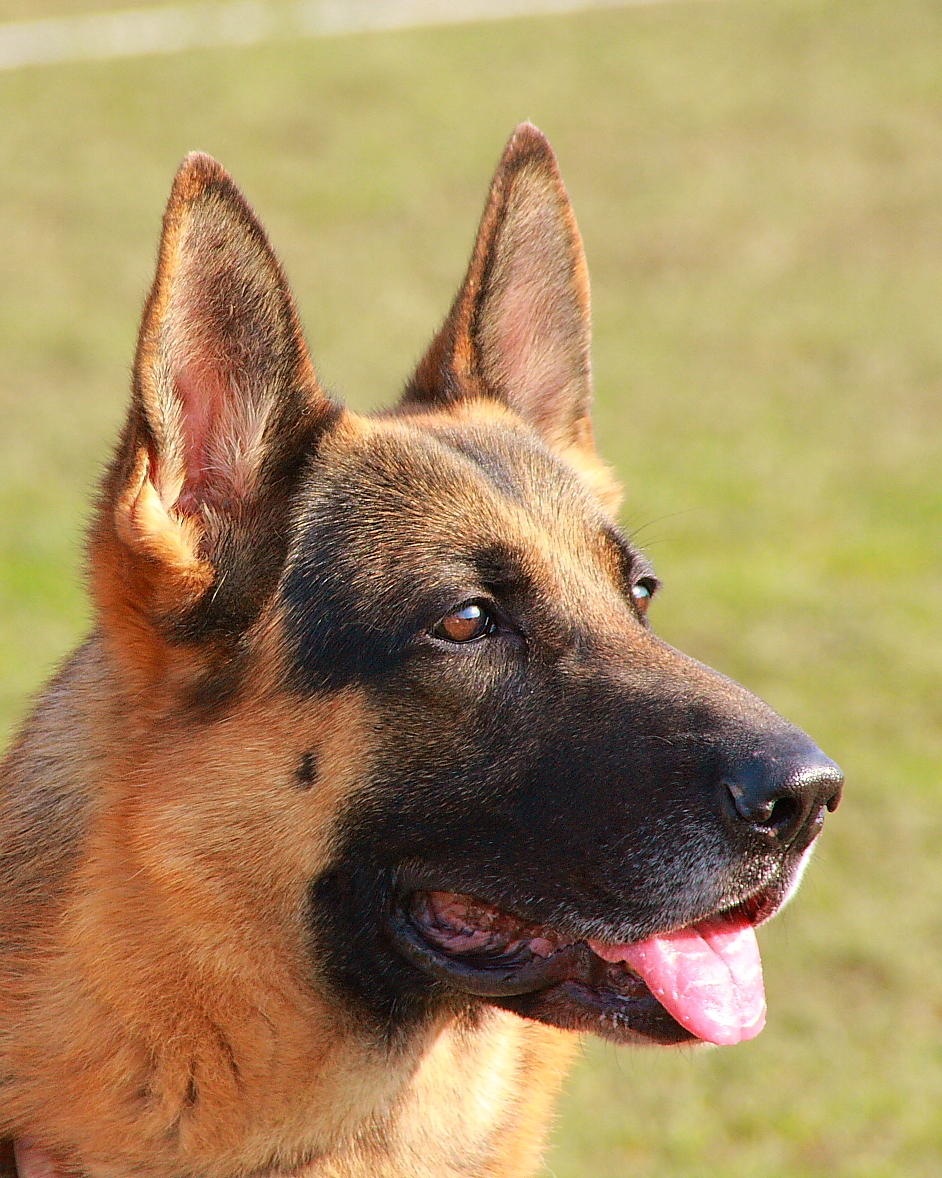
顔のクローズアップ
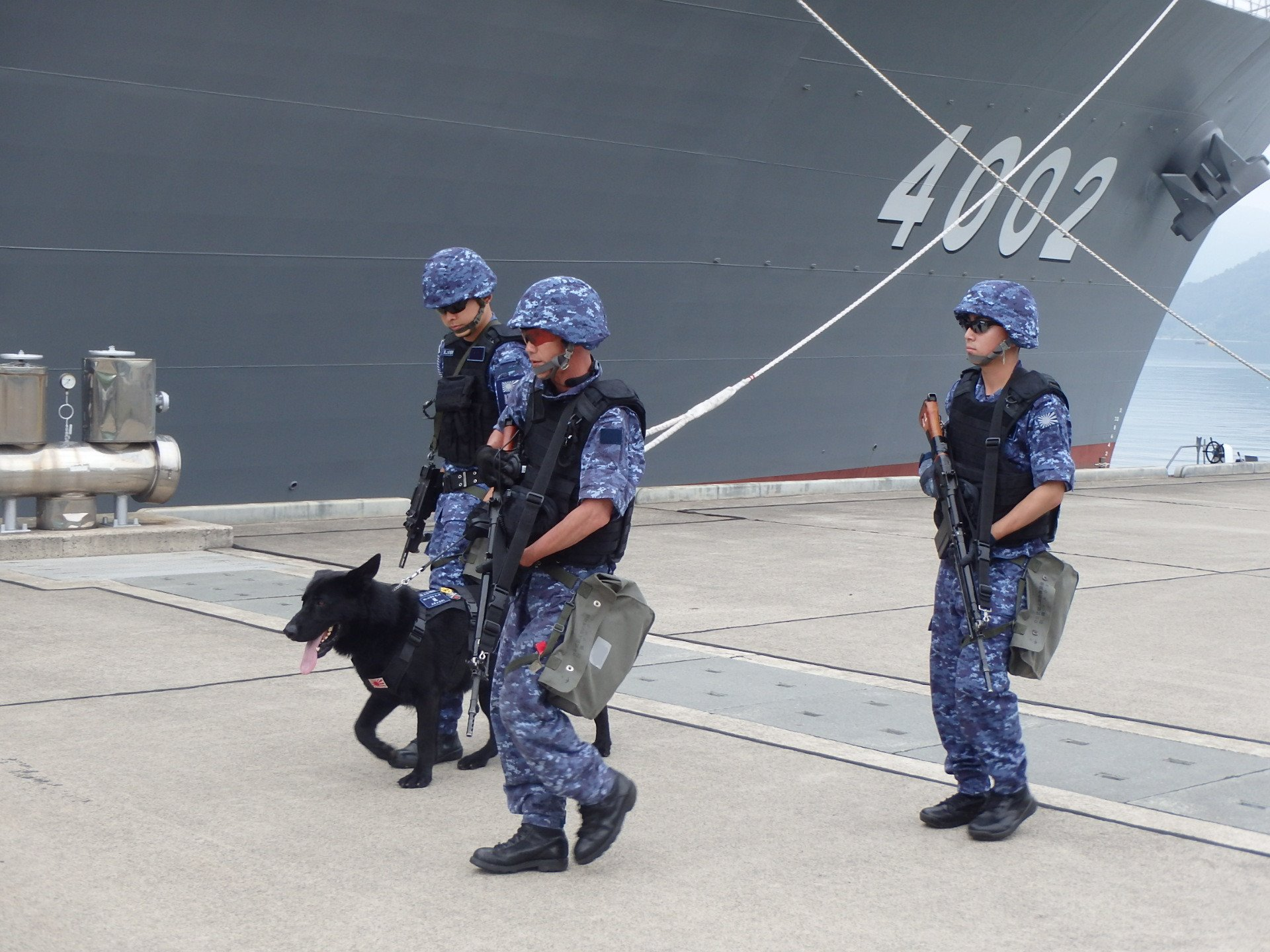
海上自衛隊で警備犬として活躍するブラックのシェパード